# Oxytate subvirens
Oxytate subvirens là một loài nhện trong họ Thomisidae.
Loài này thuộc chi Oxytate. Oxytate subvirens được Embrik Strand miêu tả năm 1907.